# Cão-esquimó-canadense
O cão‐esquimó‐canadense[Nota] (em inglês:  Canadian Eskimo Dog) é uma raça canina ártica de cão de trabalho considerada uma das mais antigas e raras linhagens de cães domésticos indígenas da América do Norte. É também chamado de Qimmit ou Qimmiq (palavra inuíte que significa "cachorro"). Foram trazidos da Sibéria para a América do Norte em torno de mil anos atrás, junto com a raça Gronlandshund, geneticamente idêntica. 
A raça esta ameaçada de extinção, com um número estimado de somente 300 cachorros puros-sangues em 2008. Embora fosse usado como o método preferencial de transporte pelo povo inuíte no Ártico Canadense, pela década de 1960 as raças de cães trabalhadores foram ficando mais raras. Os fatores que contribuem para o declínio da raça é a popularidade crescente das motoneves de transporte e doenças infecciosas que afetam os cães.

## Linhagem
Os primeiros cachorros chegaram nas Américas há 12 mil anos atrás. No entanto, as pessoas e seus cães não se estabeleceram no Ártico até a chegada de dois grupos da Sibéria: os Paleoesquimós, há 4,5 mil anos, e os Thules, há mil anos. Os cachorros inuítes do Canadá (da raça cão‐esquimó‐canadense e gronlandshund) descendem de cachorros associados as Thules, utilizados por esse povo para transporte.
Em 2015, um estudo usando algumas marcas genéticas indicaram que ambas as raças eram idênticas e, por tanto, não deveriam ser separadas; elas mantêm uma herança indígena que precede a colonização e o momento que corresponde à chegada do povo Thule, concluindo serem diferentes dos Huskys siberianos e Mamalutes. As sequências de ADN mitocondriais maternas correspondem ao haplótipo A31, indicando uma ancestral fêmea em comum. O haplótipo não pôde ser encontrado em cães modernos; a combinação mais recente era a de um cachorro de mil ano da Flórida.